# Vincenzo Santucci
Vincenzo Santucci (Gorga, 18 febbraio 1796 – Rocca di Papa, 19 agosto 1861) è stato un cardinale italiano della Chiesa cattolica, nominato da papa Pio IX.

## Biografia
Nacque a Gorga il 18 febbraio 1796.
Papa Pio IX lo elevò al rango di cardinale nel concistoro del 7 marzo 1853.
Morì il 19 agosto 1861 all'età di 65 anni. La sua residenza (Palazzo Santucci) era ubicata nel luogo attualmente occupato dalla Batteria Ostiense, dopo che, alla sua morte, fu fatta sede di un Convento di monache.
Il suo corpo riposa a Roma nella navata sinistra della chiesa di San Giovanni in Laterano.